# Cephalodella asta
Cephalodella asta är en hjuldjursart som beskrevs av Donner 1970. Cephalodella asta ingår i släktet Cephalodella och familjen Notommatidae. Inga underarter finns listade i Catalogue of Life.